# Islands utrikesminister
Islands utrikesminister (Isländska: Utanríkisráðherra) är medlem och minister av Islands regering och chef för Islands utrikesdepartement. Den nuvarande utrikesministern är Þórdís Kolbrún R. Gylfadóttir.

## Lista över utrikesministrar
|                               | Namn                         | Tillträdde        | Avgick            | Politiskt parti       |
|                               | Stefán Jóhann Stefánsson     | 18 november 1941  | 17 januari 1942   | Alþýðuflokkurinn      |
|                               | Ólafur Thors                 | 16 maj 1942       | 16 december 1942  | Sjálfstæðisflokkurinn |
|                               | Vilhjálmur Þór               | 16 december 1942  | 21 oktober 1944   | Obunden               |
|                               | Ólafur Thors                 | 21 oktober 1944   | 4 februari 1947   | Sjálfstæðisflokkurinn |
| Bjarni Benediktsson           | 4 februari 1947              | 11 september 1953 |                   | Sjálfstæðisflokkurinn |
|                               | Kristinn Guðmundsson         | 11 september 1953 | 24 juli 1956      | Framsóknarflokkurinn  |
|                               | Guðmundur Í. Guðmundsson     | 24 juli 1956      | 3 augusti 1956    | Alþýðuflokkurinn      |
| Emil Jónsson                  | 3 augusti 1956               | 17 oktober 1956   |                   | Alþýðuflokkurinn      |
| Guðmundur Í. Guðmundsson      | 17 oktober 1956              | 31 augusti 1965   |                   | Alþýðuflokkurinn      |
| Emil Jónsson                  | 31 augusti 1965              | 14 juli 1971      |                   | Alþýðuflokkurinn      |
|                               | Einar Ágústsson              | 14 juli 1971      | 1 september 1978  | Framsóknarflokkurinn  |
|                               | Benedikt Sigurðsson Gröndal  | 1 september 1978  | 8 februari 1980   | Alþýðuflokkurinn      |
|                               | Ólafur Jóhannesson           | 8 februari 1980   | 26 maj 1983       | Framsóknarflokkurinn  |
|                               | Geir Hallgrímsson            | 26 maj 1983       | 24 januari 1986   | Sjálfstæðisflokkurinn |
| Matthías Á. Mathiesen         | 24 januari 1986              | 8 juli 1987       |                   | Sjálfstæðisflokkurinn |
|                               | Steingrímur Hermannsson      | 8 juli 1987       | 28 september 1988 | Framsóknarflokkurinn  |
|                               | Jón Baldvin Hannibalsson     | 28 september 1988 | 23 apríl 1995     | Alþýðuflokkurinn      |
|                               | Halldór Ásgrímsson           | 23 apríl 1995     | 15 september 2004 | Framsóknarflokkurinn  |
|                               | Davíð Oddsson                | 15 september 2004 | 27 september 2005 | Sjálfstæðisflokkurinn |
| Geir H. Haarde                | 27 september 2005            | 15 juni 2006      |                   | Sjálfstæðisflokkurinn |
|                               | Valgerður Sverrisdóttir      | 15 juni 2006      | 24 maj 2007       | Framsóknarflokkurinn  |
|                               | Ingibjörg Sólrún Gísladóttir | 24 maj 2007       | 1 februari 2009   | Samfylkingin          |
| Össur Skarphéðinsson          | 1 februari 2009              | 23 maj 2013       |                   | Samfylkingin          |
|                               | Gunnar Bragi Sveinsson       | 23 maj 2013       | 7 april 2016      | Framsóknarflokkurinn  |
| Lilja Dögg Alfreðsdóttir      | 7 april 2016                 | 11 januari 2017   |                   | Framsóknarflokkurinn  |
|                               | Guðlaugur Þór Þórðarson      | 11 januari 2017   | 28 november 2021  | Sjálfstæðisflokkurinn |
| Þórdís Kolbrún R. Gylfadóttir | 28 november 2021             | 27 oktober 2023   |                   | Sjálfstæðisflokkurinn |
| Bjarni Benediktsson           | 27 oktober 2023              | 10 april 2024     |                   | Sjálfstæðisflokkurinn |
| Þórdís Kolbrún R. Gylfadóttir | 10 april 2024                | Sittande          |                   | Sjálfstæðisflokkurinn |